# 熊谷ニーナ
熊谷 ニーナ（くまがや ニーナ、1963年7月18日 - ）は、日本の女性声優。大阪府出身。81プロデュース所属。

## 略歴
声優になるために、奈良県立生駒高等学校在学中に地元の養成所に通っていたが、高校卒業前にクラスが終了。養成所の講師に紹介してもらい、とーくingに所属し、地元・近畿地方を中心にMCタレントをしていた。
しかし大阪にいてもアニメの仕事が回ってこないため、マネージャーに相談して、81プロデュース所属となる。

## 人物
機関銃のような喋りが魅力的。
趣味・特技はスキューバーダイビング、琉球舞踊。

## 出演
太字はメインキャラクター。

### テレビアニメ
1991年
- おばけのホーリー（ミンミン）

1994年
- カラオケ戦士マイク次郎（1994年 - 1995年、生徒、子供、女生徒）
- 銀河戦国群雄伝ライ（麗羅）
- ジーンダイバー（パック）

1995年
- あずきちゃん（えりかの母）
- アリス探偵局（アリスのママ、ナーニ先生、レポーターのニーナ、スー、銀婆さん）
- 怪盗セイント・テール（マリ）

1997年
- エルフを狩るモノたちII（レジーナ）
- 金田一少年の事件簿（1997年 - 2000年、河西さゆり、桐生春美、島本美和、火口雪子）
- BURN-UP EXCESS（お好み焼き屋のおばちゃん、バァーちゃん）

1998年
- アニメ週刊DX!みいファぷー
  - こっちむいて!みい子（谷村ミホ、ゆう子の母）
  - ふしぎ魔法ファンファンファーマシィー（ぽぷりのママ、くるみ 他）
  - ヘリタコぷーちゃん（みりん）

- センチメンタルジャーニー（檜山恭子）
- ヨシモトムチッ子物語（ヘイケボタルナルミ）

1999年
- イソップワールド（オオワシ、テンテン）
- KAIKANフレーズ（マリナ）
- クレヨンしんちゃん（1999年 - 2000年、インストラクターA）
- 週刊ストーリーランド（1999年 - 2001年、美女A、マリ、女、OL、看護婦、キャスター女、テープの声、女子アナ）
- ぶぶチャチャ（1999年 - 2001年、カレン） - 2シリーズ
- ポケットモンスター（1999年 - 2002年、ナナコ）

2001年
- 地球少女アルジュナ（女子A、女性士官）
- 爆転シュート ベイブレード（マオ）
- 名探偵コナン（母親）
- も〜っと!おジャ魔女どれみ（長谷部の母）

2002年
- あたしンち（受付）
- キ・ファイターテラン（パラ）
- 天地無用! GXP（エルマ）

2003年
- 明日のナージャ（マリオの母）
- カレイドスター（ドミニク）
- 京極夏彦 巷説百物語
- 金色のガッシュベル!!（ジェムの母）
- 爆転シュート ベイブレード Gレボリューション（マオ）
- 人間交差点（「鯛姫」オバちゃん）
- ポケットモンスター サイドストーリー（2003年 - 2004年、ナナコ）

2004年
- アガサ・クリスティーの名探偵ポワロとマープル（エリーズ）
- ブラック・ジャック（2004年 - 2005年、優一の母、ジュンの母）
- 妄想代理人

2005年
- ガラスの仮面（2005年版）（速水家家政婦）
- 甲虫王者ムシキング 森の民の伝説（ラダ）
- ゾイドジェネシス（プロメ）

2006年
- デジモンセイバーズ（野口美鈴）
- ヤマトナデシコ七変化♥（イヴォンヌ、ウェイトレス）

2007年
- 風の少女エミリー（ブラウネル先生）
- はたらキッズ マイハム組（2007年 - 2008年、寿サツキ）
- ラブ★コン（リサの母）
- レ・ミゼラブル 少女コゼット（ダリア）

2008年
- ゴルゴ13（妻）

2009年
- フレッシュプリキュア!（マドレーヌ女王）

2012年
- スマイルプリキュア!（おばちゃん）

2013年
- 弱虫ペダル（2013年 - 2023年、坂道の母） - 5シリーズ

2017年
- 縁結びの妖狐ちゃん

2020年
- 22/7（都の母）

2024年
- 戦国妖狐 千魔混沌編（猛の母）

### 劇場アニメ
- リボンの騎士（1999年、チンク[15]）

### OVA
1991年
- EXPER ZENON（女生徒）

1993年
- 特捜戦車隊ドミニオン（ユニ・プーマ）
- 難波金融伝・ミナミの帝王（ホステスA）
- 紅狼

1994年
- 放課後の職員室（静香）

1995年
- 真・女神転生 東京黙示録（宮沢夏生）
- 戦ー少女イクセリオン（女子高生A、女子高生B）

1996年
- 転校生（海老名美伽）

1999年
- 同級生2 Special 卒業生（水野友美）

2001年
- まんがビデオ 墓場鬼太郎（山田の母）

2004年
- おジャ魔女どれみナ・イ・ショ（アンリマーの母）

### ゲーム
1994年
- 聖戦士伝承・雀卓の騎士 ※PCE
- バトルZEQUE伝

1996年
- バーチャファイター3（梅小路葵）
- ストーンウォーカーズ（カハ・パルマ）

1998年
- ガーディアンリコール 〜守護獣召喚〜（岩見沢唯） - PS
- ガーディアンリコール&デジタルデータ集 Winで召喚（岩見沢唯、白虎）
- Find Love 2 ～Rhapsody～
- プリンセスクエスト（シェリー）

2000年
- キミにSteady（里中亜衣）

2001年
- バーチャファイター4（梅小路葵）

2002年
- バーチャファイター4 エボリューション（梅小路葵）

2006年
- バーチャファイター5（梅小路葵）

### ドラマCD
- ぷくぷく天然かいらんばん（2002年、みけねーさん）

### デジタルコミック
- デブとラブと過ちと!（2022年、夢子の母）

### 吹き替え

#### 映画
- アンネの追憶（ミープ）
- ガン・クレイジー
- ジャングル・ブック（5歳のモーグリ〈ショーン・ナジェリ〉）※テレビ朝日版
- 仁義なき抗争
- 世界で一番好きな人
- セブン・イヤーズ・イン・チベット
- 第一目撃者（ジョディ〈アンジェリーナ・ジョリー〉）
- ナイトアイズ 危険な肉体
- ハート・オブ・ウーマン（ディーナ）
- パトリオット（アビゲイル）※テレビ東京版
- The Prince and Me/プリンス・アンド・ミー（エイミー）
- ボディヒート2/挑発

#### ドラマ
- サンドゥ、学校へ行こう!
- G-SAVIOUR（フェーガン）

#### アニメ
- キャッツ&カンパニー（ペンギン、レコードの声）
- ズーとたのしいシマウマかぞく（ママ）
- ダックテイル（エーリエル）
- ボブとはたらくブーブーズ（ウェンディ）

### ラジオ
- タブロイドラヂオ Let's午前中!（金曜日パーソナリティ FM長野）
- ABC ラジオファンキーズ火曜日（CCBのアシスタント）
- FM大阪「愛のハッピー・モーニング」「ニーナのしりとりポップス」
- あさくさFM「熊谷ニーナの芝居人〜しばいびと」

### 人形劇
- こどもにんぎょう劇場「大工と鬼六」

### ナレーション
- どうぶつ奇想天外! ※冨永みーな産休中の代理

### シリーズ一覧
1. ↑  第1期（1999年）、第2期『だいすき! ぶぶチャチャ』（2001年）
2. ↑  第1期（2013年 - 2014年）、第2期『GRANDE ROAD』（2015年）、第3期『NEW GENERATION』（2017年）、第4期『GLORY LINE』（2018年）、第5期『LIMIT BREAK』（2023年）